# Dujam Došen
Dujam Došen (Lika, 17. stoljeće) - hrvatski krajiški kapetan i vojvoda u borbama za oslobođenje Like od Turaka.
Njegov otac Marko Došen doselio se iz Hercegovine u Liku 1645. godine, što je bio začetak bunjevačko-ličke obitelji Došen, čiji su članovi naselili Liku i proširili se kasnije i izvan nje u Slavoniju, Podravinu i područja oko Bjelovara. Marko Došen poginuo je u borbi s Turcima na Takalicama kod Brušana. Ostavio je iza sebe tri sina, od kojih je najpoznatiji bio Dujam Došen, krajiški kapetan i vojvoda, koji je zbog svojih doprinosa u borbi protiv Turaka u Lici nagrađen plemstvom. Spominje ga fra Andrija Kačić Miošić u knjizi Razgovor ugodni naroda slovinskoga, iz 1756. godine, koja je jedno od najvrjednijih djela hrvatske književnosti 18. stoljeća i jedna od najčitanijih i najizdavanijih knjiga hrvatske dopreporodne književnosti uopće. Na 230. stranici nalaze se stihovi: "Pitali su ključkog kapetana, tko najbolje odsjecaše glave. Al' se zakle hlibom i čitapom: Najbolja je sablja Starčevića; A za njime Došen kapetana, Po imenu Dujma Ličanina. Oba dva su glave odsjecali. Oba dva su na mejdanu bili."
Obitelj Došen je nakon Marka i Dujma Došena tradicionalno davala visoke vojne časnike, a jedan dio obitelji bavio se poljoprivredom. Dujmov unuk Karlo Došen spominje se 1804. godine kao satnik Ličke pješačke i graničarske pukovnije. Praunuci Dujma Došena, a sinovi Karla bili su: Petar Došen i Antun Došen. Petar pl. Došen Vidovgradski († 1878.) bio je pukovnik austrijske carsko-kraljevske vojske i časnik Napoleonove vojske. Sudjelovao je u Napoleonovoj vojni na Rusiju 1812. godine. Tada je bio satnikom u predstraži zbora Napoleonova brata Eugena Bonapartea. Antun Došen, njegov brat (1793. – 1874.) bio je feldmaršal-poručnik austrijske carsko-kraljevske vojske. Petrov sin Lavoslav Došen bio je general austrijske carsko-kraljevske vojske. 